# Martes americana sierrae
Martes americana sierrae es una subespecie de  mamíferos carnívoros  de la familia Mustelidae,  subfamilia Mustelinae.

## Distribución geográfica
Se encuentran en Norteamérica.